# James Hurley
James Hurley è un personaggio immaginario della serie televisiva statunitense I segreti di Twin Peaks, creata da Mark Frost e David Lynch.
È interpretato da James Marshall, con la voce italiana di Mauro Gravina.
James era uno dei molti amanti di Laura Palmer; sinceramente innamorato della ragazza, cercò più volte di redimerla e, dopo il suo omicidio, assiste Donna Hayward nelle sue indagini per trovarne il colpevole, scoprendo per lei un ricambiato sentimento d'amore autentico.

## Profilo
James è un ragazzo diciassettenne proveniente da una famiglia disfunzionale: stando a quanto affermato dal ragazzo suo padre (probabilmente il fratello di "Big Ed" Hurley) è un musicista girovago che, non volendo prendersi le sue responsabilità ha abbandonato il figlio e la moglie, la quale è una scrittrice alcolizzata dedita alla promiscuità.
A causa della difficile situazione familiare e dell'impossibilità dei suoi genitori di prendersi cura di lui, James vive assieme ai suoi zii, Ed e Nadine Hurley.
È un centauro, veste rigorosamente in pelle nera e si sposta sempre a bordo della sua moto: una Harley-Davidson Electra Glide del 1975, vettura alla cui scelta stilistica ci può forse ricollegare il cognome attribuito dagli autori al personaggio; che sebbene scritto in modo diverso suona analogo.
Ogni scena in cui James parte a bordo della sua motocicletta è sottolineata da una colonna sonora rock-blues.
Nonostante all'apparenza possa sembrare un teppista, cosa che lo porta, nel corso della serie, ad essere accusato ingiustamente di diversi reati, James è in realtà molto distante dall'immagine che comunica; differentemente da Laura Palmer egli non ha mai fatto uso di droghe e, scoperta la dipendenza della ragazza cercò di convincerla a smettere, ottenendo per un certo periodo dei risultati soddisfacenti.
Ragazzo di animo buono e profondamente innamorato di Laura, nonostante la freddezza di questa, il suo più grande rivale è Bobby Briggs, con il quale si troverà spesso in contrasto nel corso della serie. Dopo aver scoperto in Donna Hayward l'amore contraccambiato che con Laura gli era sempre mancato, le rimarrà sempre molto fedele, nonostante l'arrivo a Twin Peaks dell'avvenente cugina di Laura Maddy Ferguson, fisicamente identica a lei.

## Biografia

### Antefatti
James Hurley nacque a Twin Peaks, Washington, il 1º gennaio 1972. Figlio di un cantante girovago e una scrittrice alcolizzata, il ragazzo venne affidato alle cure degli zii, Ed e Nadine Hurley.
All'incirca nel 1989 incominciò a frequentarsi in segreto con Laura Palmer mentre questa aveva una relazione con Bobby Briggs. James tentò più volte di ravvedere l'amata dalla sua condotta, e la notte in cui morì, ella gli disse di amarlo ma di non volerlo accanto a sé.

### NeI segreti di Twin Peaks
Dopo la morte di Laura, James si prodiga per aiutare Donna Hayward, la migliore amica della ragazza, nelle sue indagini per scoprirne il colpevole. Durante tali indagini tra i due sboccia l'amore, cosa che porta la ragazza a lasciarsi con Mike Nelson.
Assieme a Donna e Maddy, James sottrae all'agorafobico Harold Smith il diario segreto di Laura e lo consegna all'agente Cooper, permettendogli di risolvere il caso identificando l'assassino della ragazza: Leland Palmer, che nel frattempo però ha già ucciso anche Maddy.
A seguito della chiusura del caso, James fugge disperato da Twin Peaks desideroso di iniziare una nuova vita altrove e Donna lo segue per convincerlo a tornare. La ragazza aiuta l'amato, nel frattempo diventato capro espiatorio di Evelyn Marsh nel suo complotto per uccidere il marito, tirandolo fuori dai guai e dimostrando la sua innocenza.
Dopo tale evento, James non fa ritorno alla cittadina assieme a Donna, preferendo incominciare un viaggio per il mondo al fine di trovare se stesso; tuttavia i due ragazzi decidono di mantenere una relazione a distanza tramite una costante corrispondenza scritta.

### InTwin Peaks(2017)
Nella terza stagione, si scopre che James è tornato a Twin Peaks, dove si è messo a lavorare come guardia giurata, e che è sopravvissuto ad un incidente in moto, ma non si sa nulla della sua storia con Donna. Mostra invece un certo interesse per l'amica di Shelly Johnson Renee, dal cui marito viene aggredito una sera al Roadhouse. James è salvato dall'intervento del suo giovane collega Freddie, che nel pugno guantato possiede una forza prodigiosa, causando una commozione cerebrale agli assalitori. Per questo motivo James e Freddie vengono arrestati e portati alla stazione di polizia di Twin Peaks, dove assisteranno alla materializzazione di BOB uscito dal corpo del doppio malvagio di Cooper. 